# Julien Lambert
Pour les articles homonymes, voir Lambert.
Julien Lambert, né en 1986 à Dinant (province de Namur), est un auteur de bande dessinée belge. En dehors de la BD, il a également travaillé comme stéréographe et décorateur pour des films d'animation notamment Le Magasin des suicides de Patrice Leconte et Loulou, l'incroyable secret de Grégoire Solotareff et Éric Omond.

## Biographie
Julien Lambert naît en 1986 à Dinant. Enfant, sa première lecture de bande dessinée est Astérix. Il lit Les Aventures de Tintin et les Bob et Bobette le captivent pendant son enfance pendant laquelle ses parents l'abonnent à Spirou. Il étudie la bande dessinée à l'École supérieure des arts Saint-Luc de Liège. Pendant ses études, il découvre Mike Mignola, Nicolas de Crécy et Taiyō Matsumoto qui l'influencent dans son travail ultérieur. 
Ensuite, il part s'installer en France. Il est distingué, avec Manon Textoris, sa compagne, par le Prix Raymond Leblanc 2013 pour Edwin, le voyage aux origines puis par le Fauve polar SNCF 2019 du festival d'Angoulême pour le premier tome de la série Villevermine intitulé L'Homme aux babioles,. Il publie ensuite le deuxième tome de la série intitulé Le Garçon aux bestioles (2019) puis Le Tombeau du Géant, le troisième tome (2022).
Il contribue à la nouvelle mouture de Métal hurlant dans le no 7 La Monstrueuse Parade de février 2023 avec le court récit Bas les masques. 
Il vit depuis 2017 aux Arcs, dans le Var.

## Publications

### Albums de bande dessinée
- Edwin, le voyage aux origines[9],[10], Le Lombard, Bruxelles, 26 septembre 2014
Scénario et couleurs : Manon Textoris - Dessin : Julien Lambert -  (ISBN 9782803633838)

#### VilleVermine
- 1. L'Homme aux babioles[11], Sarbacane, Paris, 3 octobre 2018
Scénario et dessin : Julien Lambert - Couleurs : Manon Textoris -  (ISBN 9782377311552)
- 2. Le Garçon aux bestioles[12],[13], Sarbacane, Paris, 3 avril 2019
Scénario, dessin et couleurs : Julien Lambert -  (ISBN 9782377312030)
- 3. Le Tombeau du Géant[14],[15], Sarbacane, Paris, 19 janvier 2022
Scénario, dessin et couleurs : Julien Lambert -  (ISBN 9782377317783)

### Collectifs
Métal hurlant
- 7. La Monstrueuse Parade[16], Les Humanoïdes associés, Paris, 24 mai 2023
Scénario : Collectif  dont Julien Lambert - Dessin : Collectif dont Julien Lambert - Couleurs : quadrichromie -  (ISBN 978-2-7316-5843-9),Préface : Jerry Frissen.

## Prix et récompenses
- prix Raymond Leblanc 2013 pour Edwin, le voyage aux origines avec Manon Textoris [4] ;
- Fauve polar SNCF 2019 pour VilleVermine 1 : L'Homme aux babioles[6].

#### Livres
: document utilisé comme source pour la rédaction de cet article.
- Philippe Mellot, Michel Denni, Laurent Turpin et Isabelle Morzadec, Trésors de la bande dessinée : BDM 2023-2024 - Catalogue encyclopédique et Argus, Paris, Les Arènes, novembre 2022, 23e éd., 1677 p., ill. ; 23 cm (ISBN 9791037507280, OCLC 1351462460, présentation en ligne), p. 71, 421, 431, 668, 1440. .

#### Articles
- Julien Lambert (interviewé par Damien Canteau), « Julien Lambert, entretien avec l’auteur de Villevermine », Comixtrip,‎ 28 avril 2019 (lire en ligne, consulté le 28 décembre 2024).
- Alexis Seny, « Mesnil-Saint-Blaise: cherchant à percer le secret du géant, Julien Lambert continue de faire grouiller Villevermine (BD et vidéo) », L'Avenir,‎ 26 janvier 2022 (lire en ligne , consulté le 28 décembre 2024).

### Émissions de télévision
- Kaboom ! - Tome #53 – Julien Lambert, L’auteur qui murmurait à l'oreille des objets sur RTL-TVI, présentation : Thibaut Fontenoy - réalisation : Patrice Gautot - production : Bangarang (13 min 56 s), 15 novembre 2020 Voir en ligne.